# Сеитов, Азамат Рамазанович
Азамат Рамазанович Сеитов (род. 10 мая 1998) — российский борец греко-римского стиля, призёр чемпионатов России, победитель и призёр всероссийских и международных турниров, мастер спорта России. Выступает в весовой категории до 97 кг. Его тренерами были Болат Абдулаев, Норедин Сайдалиев и Сергей Солодский. В 2019 году Сеитов стал бронзовым призёром абсолютного чемпионата страны в Воронеже. В 2021 году на чемпионате страны в Ростове-на-Дону также завоевал бронзовую медаль, а вместе с ней — место в олимпийской сборной страны.

## Выступления на чемпионатах страны
- Абсолютный чемпионат России по борьбе 2019 — ;
- Чемпионат России по греко-римской борьбе 2021 — ;
- Чемпионат России по греко-римской борьбе 2025 — ;